# Oleksandr Vasylyev
Oleksandr Vasylyev (tiếng Ukraina: Олександр Андрійович Васильєв; sinh 27 tháng 4 năm 1994 ở Kyiv, Ukraina) là một tiền vệ bóng đá Ukraina thi đấu cho Minsk.

## Sự nghiệp
Vasylyev là sản phẩm của hệ thống trẻ FC Dynamo Kyiv. Người huấn luyện đầu tiên của anh là Vyacheslav Semenov.
Anh ra mắt cho FC Dnipro trong trận đấu trước FC Shakhtar Donetsk ngày 23 tháng 5 năm 2015 ở Giải bóng đá ngoại hạng Ukraina.